# Микоян-Шахарский район
Микоян-Шахарский район — административно-территориальная единица в составе Карачаевской автономной области, существовавшая в 1931—1939 годах. Центр — город Микоян-Шахар.
Микоян-Шахарский район был образован в 1931 года в составе Карачаевской АО Северо-Кавказского края. 20 ноября 1931 года к нему присоединены Красногорский и Усть-Джегутинский с/с упразднённого Баталпашинского района.
По данным 1932 года в состав Микоян-Шахарского района входили Верхне-Маринский, Верхне-Тебердинский, Георгие-Осетиновский, Даутский, Джегонасский, Джазлыкский, Джегутинский, Каменномостский, Карт-Джуртский, Кызыл-Калинский, Нижне-Маринский, Нижне-Тебердинский, Ново-Карачаевский, Сары-Тюзский, Хумаринский и Хурзукский с/с, а также Тебердинский курорт.
13 марта 1937 года Карачаевская АО вошла в состав Орджоникидзевского края.
22 ноября 1938 года в районе был образован рабочий посёлок Орджоникидзевский.
31 января 1939 года Микоян-Шахарский район был упразднён, а его территория большей передана в Микояновский район и город Микоян-Шахар.